# Wojna austriacko-szwajcarska (1499)
Wojna Szwabska (niem. Schwabenkrieg, wojna austriacko-szwajcarska) – konflikt zbrojny, który miał miejsce pomiędzy styczniem a wrześniem 1499 r. pomiędzy Szwajcarami a austriackimi Habsburgami i sprzymierzonym z nimi Związkiem Szwabskim. Wojna toczyła się o panowanie na przygranicznych terenach Szwajcarii i Habsburgów.

## Konflikt pomiędzy Habsburgami a Szwajcarami
W XV w. Habsburgowie na skutek licznych konfliktów utracili wszystkie swoje posiadłości w Szwajcarii (1415 Aargau z rodowym zamkiem Habsburg, 1460 Thurgau). Po roku 1460 szwajcarskie miasta zawarły sojusze z miastami Rzeszy na północ od Renu (Rottweil, Mühlhausen, Buchhorn i Wangen im Allgäu). Szwajcarskie miasta Zurych oraz Berno starały się włączyć do związku także Konstancję, silnie związaną z tymi miastami. Niektóre z miast odrzuciły ofertę przystąpienia do Związku. W roku 1468 w wyniku wojny z Austrią (tzw. Waldshuterkrieg) w południowym Schwarzwaldzie Szwajcarzy utracili Sundgau. W wojnie burgundzkiej jednak okazali się lepsi, rozciągając swoje panowanie nad spornymi terytoriami. Także habsburski regent Tyrolu i Górnej Austrii, książę Zygmunt Austriacki w roku 1474 uznał stan posiadania Szwajcarów. Za rządów cesarza Fryderyka III Habsburga pojawiły się jednak kolejne zagrożenia restytucji habsburskiej w Aargau i Thurgau.

## Związek Szwabski
W II połowie XV w. Habsburgowie narażeni byli na częste konflikty z sąsiadami. Podczas gdy rzymsko-niemiecki cesarz Fryderyk III od roku 1477 uwikłany był w wojnę z królem węgierskim Maciejem Korwinem, bawarscy książęta z dynastii Wittelsbachów odzyskali władzę w południowych Niemczech. Fryderyk III utracił w końcu wszystkie swoje sporne posiadłości na rzecz króla Węgier, po czym schronił się w jednym z klasztorów. Jego bratanek książę Zygmunt Austriacki przekazał w zastaw książętom bawarskim hrabstwo Tyrolu, a w roku 1487 odsprzedał im ziemie Górnej Austrii z wyjątkiem Vorarlbergu.
W tej sytuacji cesarz Fryderyk III powrócił na scenę polityczną, oddał Zygmunta pod opiekę, wypędzając ze swoich ziem całą szlachtę związaną z rodem Wittelsbachów. Wśród niej znajdowało się wielu władców popierających prawa Szwajcarów m.in. hrabia Jerzy von Sargans oraz hrabia Gaudenz von Matsch. W roku 1488 z inicjatywy Habsburgów południowe miasta niemieckie zawiązały sojusz zwany Związkiem Szwabskim. Ofertę przystąpienia do związku odrzucili stanowczo Szwajcarzy. Związek Szwabski stał się obok Szwajcarów i księstwa Bawarii najpotężniejszą siłą w południowych Niemczech.
W międzyczasie cesarz Fryderyk III mianował swojego syna Maksymiliana I nowym królem. Poprzez swoje małżeństwo z Marią Burgundzką, córką Karola Zuchwałego, nowy władca znalazł się w posiadaniu Niderlandów oraz księstwa Burgundii. W roku 1487 doszło do rozmów Maksymiliana ze Szwajcarami, w wyniku których król niemiecki uznał terytorialne posiadłości Helwetów. Szwajcarzy nie podpisali jednak z Niemcami ostatecznego dokumentu, ociągały się zwłaszcza miasta Zurych, Berno, Zug i Solura. W roku 1491 pod naciskiem Francji Szwajcarzy zawarli natomiast sojusz z księstwem Bawarii.

## Rywalizacja pomiędzy Szwajcarami a szwabskimi landsknechtami
Konflikt pomiędzy Francją a Maksymilianem I o sukcesję burgundzką doprowadził do serii wojen we Flandrii i Burgundii. Spór o terytoria burgundzkie toczyć się miał prawie sto lat. Szwajcaria jako kraj dostarczający żołnierzy obu stronom została mimo woli włączona w konflikt habsbursko-francuski. We wszystkich miastach szwajcarskich znajdowali się zwolennicy zarówno jednej, jak i drugiej strony. Miasta środkowej części kraju popierały Francję, natomiast Zurych i Berno trzymały stronę Habsburgów. Próby przekonania zwolenników Francji nie powiodły się Maksymilianowi I, który zaczął werbować szwabskich landsknechtów. Pomiędzy Szwajcarami a żołnierzami Szwabii powstała rywalizacja, obie strony obrzucały się szyderstwami i obelgami, wiele było też dezercji do obozu przeciwnika.
Próby cesarza Fryderyka III mające na celu zwiększenie znaczenia Związku Szwabskiego sprowokowały Szwajcarów, którzy południową część Szwabii uznawali za własną strefę wpływów. Szlachta ze Szwabii, mieszkańcy miast i wsi nastawieni byli do Szwajcarów wrogo. Wynikało to z faktu, że w XV w wyniku licznych kampanii szwajcarskich, ludność cywilna ucierpiała najbardziej. Niechęć ta wynikała również z różnic pomiędzy republikańsko-antyarystokratycznymi Szwajcarami a szlachtą szwabską. Nowym czynnikiem w końcu stała się konkurencja pomiędzy Szwajcarami a landsknechtami na rynku militarnym. Powstanie silnego Związku Szwabskiego było dumą tego regionu i dodało ludności poczucie bezpieczeństwa. Po obu stronach Renu mieszkańcy obu stron obrzucali się obelgami. Szwajcarów wyzywano od pastuchów i krowiarzy (Kuhschweizer), sugerując im zoofilię, a Szwabów od świniopasów i brudasów (Sauschwaben).

## Reformy Maksymiliana I
W latach 1489–1491 Habsburgowie ponownie stali się widoczni na arenie europejskiej. Maksymilianowi przypadła wreszcie sukcesja burgundzka, władca uzyskał także Tyrol i Górną Austrię. Nagła śmierć Macieja Korwina odciążyła Habsburgów na wschodzie, a Fryderyk III odzyskał utracone wcześniej ziemie. W roku 1493 zmarł Fryderyk III. Maksymilian mógł w tej sytuacji zjednoczyć wszystkie habsburskie terytoria. Silne wsparcie cesarz otrzymał od Świętego Cesarstwa Rzymskiego. W roku 1495 na Reichstagu w Wormacji Maksymilian zapoczątkował reformy kraju, dotyczące podatków oraz armii. Dzięki nim cesarz uzyskiwał fundusze na wojnę przeciwko Francji i Turcji. Szwajcarzy, którzy mieli zostać poddani jurysdykcji cesarskiej Izby sądowej oraz powszechnemu opodatkowaniu, nie zaakceptowali jednak postanowień z Wormacji i nie wzięli udziału w posiedzeniach Reichstagu. W wyniku wojny o St. Gallen w latach 1489–1490 izba główna Reichstagu zajęła się problemami St. Gallen oraz Appenzellu. Szwajcarzy wielokrotnie interweniowali u cesarza w Innsbrucku w sprawie możliwości handlu z Rzeszą. Nie doszło jednak do porozumienia. Podobne problemy dotyczyły miast Mühlhausen i Rottweil.

## Wybuch wojny
Powodem wybuchu konfliktu pomiędzy Maksymilianem I a Szwajcarami była nierozwiązana sytuacja prawna na spornych terenach. Na ziemiach, na których pojawiły się wpływy habsburskie, powstało kilka związków reprezentujących różne klasy społeczne. Niektóre z nich miały silne związki ze Szwajcarami, co było nie na rękę władcom Rzeszy.
W roku 1499 habsburski namiestnik Tyrolu nakazał zająć zbrojnie Vinschgau oraz Muenstertal. Głównym celem tego zamierzenia było zabezpieczenie wąwozu Umbrail, będącego jedynym bezpośrednim połączeniem pomiędzy Innsbruckiem a Mediolanem. Było ono decydującym miejscem dla Habsburgów mających militarne interesy w Lombardii. W czasie rokowań pomiędzy biskupem Henrykiem von Chur a Maksymilianem, biskup zwrócił się o pomoc do Szwajcarów. Na początku lutego 1499 r. Szwajcarzy pojawili się w okolicy Sargans w dolinie Renu. Pomimo zawarcia porozumienia w Glurns 26 stycznia pomiędzy biskupem a Tyrolczykami w sprawie wycofania się wojsk, doszło do potyczek Szwajcarów z landsknechtami w okolicy Balzers. Obie strony prowokowały się wzajemnie. 6 lutego dowódca szwajcarski Heini Wolleb z Uri na czele małego kontyngentu wojska przekroczył Ren i podpalił kilka domów. Ten napad stał się dla wojsk szwabskich pretekstem do zajęcia 7 lutego wąwozu St. Luzisteig oraz Maienfeld.
Obie strony rozpoczynały nowy konflikt bardzo niechętnie. Maksymilian nie miał żadnego interesu w nowej wojnie, uwikłany w Burgundii oraz we Włoszech w długotrwały konflikt z Francją.

## Pierwsze starcia nad Renem
W dniach 11–12 lutego 1499 r. Szwajcarzy wyparli szwabskie wojska rządowe z St. Luzisteig i Maienfeld, po czym wtargnęli na terytorium dzisiejszego księstwa Liechtensteinu. W potyczce pod Triesen oddział szwabski został pobity, a Szwajcarzy dotarli do Jeziora Bodeńskiego. 22 lutego w okolicy Hard starli się z kolejnym oddziałem szwabskim, który został rozbity. W międzyczasie inny oddział szwajcarski wkroczył do Hegau, pustosząc okoliczne wsie i miasta. Po tym ataku najeźdźcy wycofali się jednak z powrotem przez granicę. Nieco później, 22 marca, doszło do ataku wojsk Związku Szwabskiego na Dornau w kantonie Solothurn. W kolejnej potyczce pod Bruderholz Szwajcarzy zadali landsknechtom klęskę.
Na początku kwietnia obie strony rozpoczęły plądrowanie i pustoszenie terytoriów przeciwnika wzdłuż Renu. Dochodziło do licznych okrucieństw na ludności cywilnej. Szwajcarzy zdecydowali się nie brać jeńców, wszystkich żołnierzy zabijano. Była to wyraźna zmiana postępowania Szwajcarów, którzy dotąd brali jeńców dla okupu.

## Rozstrzygnięcie na wschodzie: Schwaderloh, Frastanz i Calven
11 kwietnia 1499 Związek Szwabski przeprowadził atak na Thurgau. Splądrowano także kilka wsi położonych na południe od Konstancji. Niedługo później szwabscy landsknechci starli się ze Szwajcarami pod Schwaderloh w pobliżu miejscowości Triboltingen i zostali całkowicie rozbici. Poległo około 1300 szwabskich żołnierzy, wśród nich 150 obywateli Konstancji. Szwajcarzy zdobyli całą artylerię oraz tabor przeciwnika. 17 kwietnia Szwajcarzy pomaszerowali do Klettgau i do Hegau, plądrując liczne miasta, m.in. Tiengen oraz Stuehlingen. Pierwsza faza wojny charakteryzowała się niewielkimi najazdami i rabowaniem miast i wsi, przerywanymi większymi bitwami. 20 kwietnia jedna z takich grup szwajcarskich natknęła się w pobliżu Frastanz na umocnienia wojsk szwabskich, wybudowane w celu zagrodzenia przeciwnikowi drogi do Montafon i Feldkirch. Bitwa pod Frastanz zakończyła się zwycięstwem Szwajcarów i była jedną z decydujących bitew wojny szwabskiej.
Maksymilian I w tym czasie przebywał w Niderlandach, skąd podjął marsz ku Konstancji. Jego apel o wystąpienie do wojny przeciwko Szwajcarom nie spotkał się jednak z większym odzewem, w związku z czym władca nie był w stanie wystawić do walki większych sił. Cesarz zdecydował się na atak na dolinę Muensteru (Münstertal), starając się wykorzystać fakt, że wojska szwajcarskie przebywały nad Renem.
21 maja Szwajcarzy po raz trzeci napotkali siły szwabskie, tym razem pod Hegau. Z uwagi jednak na przewagę liczebną wroga, wycofali się bez walki w okolice Renu. Cesarz zamierzał dotrzeć do Glurns, gdzie chciał wzmocnić swoje siły. 22 maja Szwajcarzy przypuścili kolejny atak na przeciwnika i w bitwie pod Calven rozbili jego siły. Następnie dokonali masakry jeńców, oraz spustoszyli okolicę. Tydzień później siły Maksymiliana w rewanżu spustoszyły Engadin, po czym naciskane przez przeciwnika wycofały się.
Związek Szwabski, nie mając nadziei na wzmocnienie sił oraz z obawy przed kolejnymi atakami, zdecydował wycofać swoje wojska w okolice Jeziora Bodeńskiego. Dopiero w lipcu armia rządowa w sile 2500 rycerstwa oraz 10 000 piechoty dotarła do Konstancji. Armię reprezentowało wielu książąt m.in. książę Jerzy von Baiern-Landshut, Albrecht von Sachsen, margrabia Fryderyk von Brandenburg-Ansbach, hrabia Ludwik von Pfalz. Szwajcarzy tymczasem zebrali swoje siły w okolicy Thurgau, druga grupa wojsk przebywała pod Schwaderloh. Maksymilian pozostał jednak bierny, co jest tłumaczone obawami cesarza przed wielkimi siłami przeciwnika. 22 lipca wojska rządowe opuściły obóz w Konstancji i przeniosły się do Lindau, plądrując po drodze kilka miast i atakując Rorschach. 25 lipca doszło do ostatniej większej potyczki pod Thayngen. Szwabskie wojska zmierzały akurat w kierunku Schaffhausen. Podczas ataku na Thayngen napotkali jednak na silny opór mieszkańców, chroniących się za 30-oma umocnionymi wieżami. Po 17 godzinach walk nadciągnęły siły 800 Szwajcarów, co zmusiło wojska szwabskie do wycofania się pomimo przewagi liczebnej.

## Rozstrzygnięcie na zachodzie: Dornach

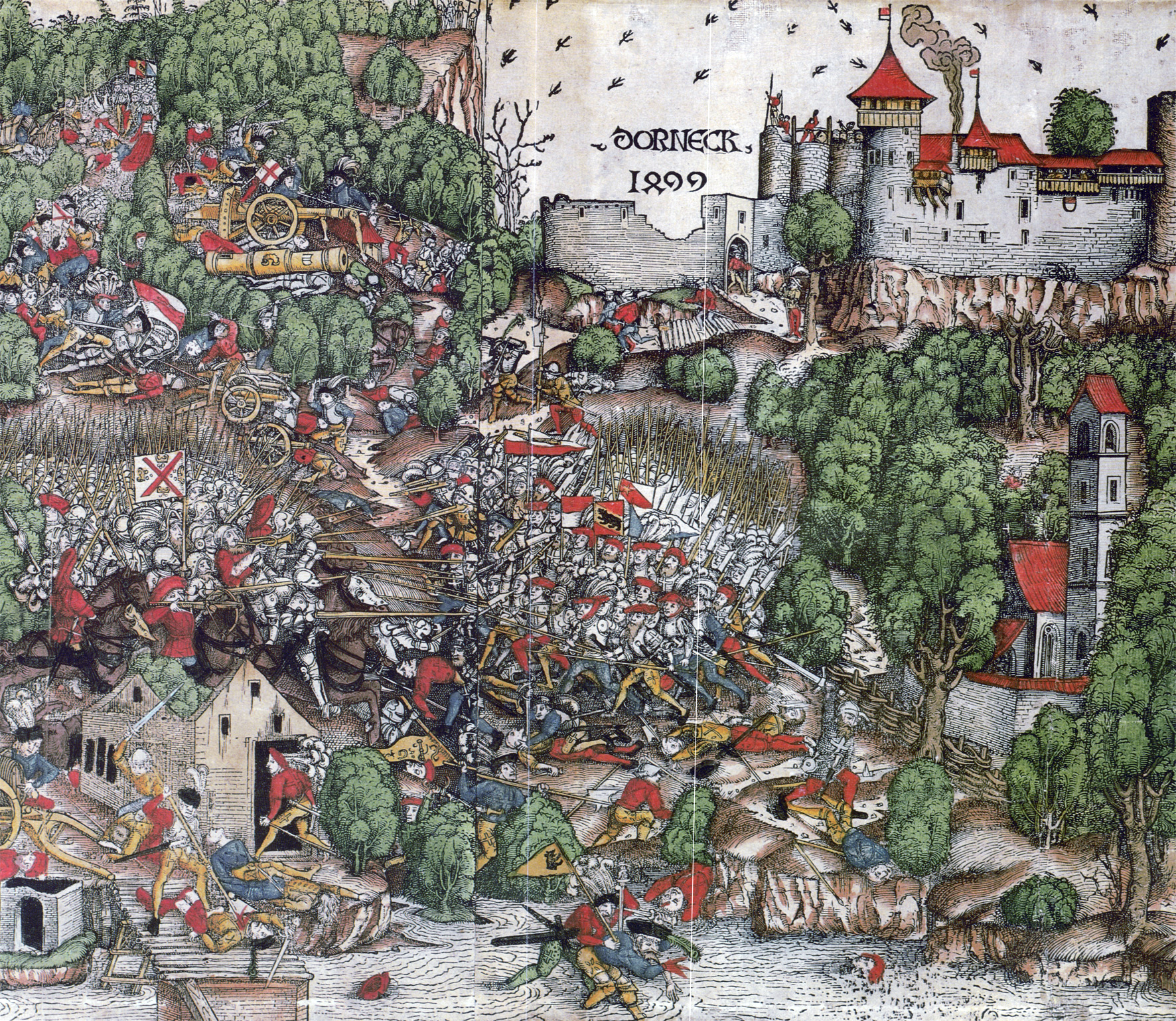
Bitwa pod Dornach

Na zachodzie tymczasem wojska szwabskie przeprowadziły udany rajd na kanton Solothurn, pokonując pod Birs kontyngent szwajcarskiego wojska. Oprócz jednak zdobycia rejonu Birs, siły rządowe nie mogły pochwalić się większymi sukcesami. Przeciągająca się wojna odbijała się negatywnie na finansach państwa, a żołnierze domagali się coraz głośniej zaległego żołdu. Po rozmowach z wszystkimi obecnymi książętami zdecydowano się przeprowadzić atak na Solothurn z zamiarem zdobycia całego terenu aż po Aare. Liczono na łupy, które mogłyby pokryć zobowiązania wobec wojska.
Główny atak nastąpił w okolicy Bazylei. Główna armia szwabska w sile 10 000 ludzi pod wodzą Henryka von Fuerstenberga, wyruszyła z obozu w Altkirch w kierunku twierdzy Dorneck, którą zamierzano zdobyć, zabezpieczając sobie przejście do Hausenstein. Szwajcarzy w sile 6000 ludzi pod wodzą Niklausa Konrada wyszli Szwabom naprzeciw, zaskakując ich jeszcze podczas oblężenia. W wyniku bitwy pod Dornach Szwajcarzy zadali przeciwnikowi klęskę. Ciężkie straty w bitwie zmusiły armię szwabską do ucieczki i pozostawienia na miejscu całego taboru oraz artylerii. W bitwie poległo 3000 rycerzy i żołnierzy szwabskich oraz Henryk von Fuerstenberg. Szwajcarzy stracili 500 ludzi.

## Rozmowy pokojowe i koniec wojny
Po klęsce pod Dornach rycerstwo szwabskie straciło zaufanie do militarnych zdolności Maksymiliana i odmówiło przygotowania nowych zaciągów. Związek Szwabski zapłacił wysoką cenę krwi w wojnie ze Szwajcarami, południowa Szwabia została spustoszona i splądrowana przez zwycięzców. Praktycznie cała artyleria szwabska dostała się w ręce przeciwnika. Pod koniec lipca Szwajcarzy zaprzestali dalszych najazdów. Odrzucili jednak pierwszą propozycję pokojową zaproponowaną przez cesarza w sierpniu 1499 r.
W chwili, gdy Maksymilian toczył walki ze Szwajcarami, król francuski Ludwik XII zajął księstwo Mediolanu. Książę Mediolanu Ludovico Sforza zamierzał pozyskać do walki z Francuzami pomoc zarówno cesarza, jak i Szwajcarów, nakłaniając obie strony do podpisania pokoju. 22 września w Bazylei za pośrednictwem Sforzy, obie strony podpisały porozumienie pokojowe. Układ zatwierdził habsburskie oraz szwajcarskie prawa do kilku spornych terenów. Uznano także status Szwajcarii jako niepodległego państwa (zniesiono opodatkowanie Szwajcarii i jej podległość cesarskiej jurysdykcji sądowniczej). W roku 1501 do Szwajcarii włączono też Bazyleę oraz Schaffhausen.